# Cyne monotrias
Cyne monotrias är en tvåhjärtbladig växtart som beskrevs av B.A. Barlow. Cyne monotrias ingår i släktet Cyne och familjen Loranthaceae. Inga underarter finns listade i Catalogue of Life.